# Hartmut Schick
Hartmut Schick (* 16. Oktober 1960 in Herrenberg) ist ein deutscher Musikwissenschaftler und seit 2001 Ordinarius am Institut für Musikwissenschaft der Ludwig-Maximilians-Universität München.

## Leben
Schick wuchs überwiegend in Schwäbisch Hall auf und studierte ab 1981 16 Semester Musikwissenschaft, Geschichte und Philosophie an der Universität Tübingen und seit 1983 bei Ludwig Finscher in Heidelberg. 1989 wurde er bei Finscher mit der Arbeit Studien zu Dvoráks Streichquartetten promoviert.
Von 1989 bis 1996 wirkte er als Wissenschaftlicher Assistent in Tübingen (1996 Habilitation mit der Studie Musikalische Einheit im italienischen Madrigal von Rore bis Monteverdi). Danach lehrte er bis 1998 an der Universität Tübingen und war Redakteur bei den Denkmälern der Musik in Baden-Württemberg. Er lehrte dann auch an der Musikhochschule Trossingen und an der Universität Bern.
1998 wurde er Hochschuldozent in Tübingen, wechselte aber 1999 und 2000 bereits nach München, wo er die Nachfolge von Theodor Göllner antrat.
Seit 2011 ist Schick Projektleiter der Kritischen Ausgabe der Werke von Richard Strauss und Leiter der Forschungsstelle Richard-Strauss-Gesamtausgabe an der LMU München.